# Teorema mestre (análise de algoritmos)
Na análise de algoritmos, o teorema mestre para recorrências de divisão e conquista fornece uma análise assintótica (usando a notação Grande-O) para relações de recorrência que ocorrem na análise de muitos algoritmos de divisão e conquista. A abordagem foi apresentada pela primeira vez por Jon Bentley, Dorothea Haken, e James B. Saxe , em 1980, onde foi descrito como um "método unificador" para a solução de tais recorrências. O nome "teorema mestre" foi popularizado pelo livro de algoritmos amplamente utilizado Algoritmos: teoria e prática por Cormen, Leiserson, Rivest e Stein. 
Nem todas as relações de recorrência podem ser resolvidas com o uso do teorema; suas generalizações incluem o método de Akra-Bazzi.

## Introdução
Considere um problema que pode ser resolvido usando um algoritmo recursivo como o algoritmo a seguir:
```
 
procedimento
 p(entrada 
x
 de tamanho 
n
):
 
se
 
n
 < alguma constante 
k
:
   Resolver 
x
 diretamente, sem recursão
 
senão
:
   Criar 
a
 subproblemas de 
x
, cada um com tamanho 
n
/
b

   Chamar o procedimento p recursivamente em cada subproblema
   Combinar os resultados dos subproblemas
```

O algoritmo acima divide o problema em um número de subproblemas recursivamente, cada subproblema sendo de tamanho n/b. A sua árvore de chamadas tem um nó para cada chamada recursiva, com os filhos do nó sendo as outras chamadas feitas a partir dessa chamada. As folhas da árvore são os casos base da recursão, os subproblemas (de tamanho menor do que k) que não se resolve recursivamente. O exemplo acima teria {\displaystyle a} nós-filhos em cada nó que não fosse uma folha. Cada nó realiza uma quantidade de trabalho que corresponde ao tamanho do sub problema n passado para essa instância da chamada recursiva e dada por {\displaystyle f(n)}. A quantidade total de trabalho realizado pelo algoritmo completo é a soma do trabalho realizado por todos os nós na árvore.{\displaystyle }{\displaystyle }{\displaystyle }O tempo de execução de um algoritmo, como o 'p' acima em uma entrada de tamanho 'n', geralmente denotado por {\displaystyle T(n)}, pode ser expresso pela relação de recorrência
{\displaystyle T(n)=aT({\frac {n}{b}})+f(n)}
onde {\displaystyle f(n)} é o tempo para criar os subproblemas e combinar seus resultados no procedimento acima. Essa equação pode ser substituída, sucessivamente, por si mesma e se expandir para obter uma expressão para a quantidade total de trabalho realizado. O teorema mestre permite que muitas relações de recorrência desta forma serem convertidas para notação teta diretamente, sem fazer uma expansão da relação recursiva.{\displaystyle }

## Forma genérica
{\displaystyle }{\displaystyle }{\displaystyle }{\displaystyle }O teorema mestre às vezes produz limites assintoticamente rígidos para algumas recorrências de algoritmos de divisão e conquista,que dividem uma entrada em subproblemas menores de tamanhos iguais, resolvem os subproblemas recursivamente e combinam as soluções dos subproblemas para fornecer uma solução para o problema original. O tempo para tal algoritmo pode ser expresso adicionando o tempo de execução no nível superior de sua recursão (para dividir os problemas em subproblemas e depois combinar as soluções de subproblemas) junto com o tempo de execução nas chamadas recursivas do algoritmo. Se  denota o tempo total para o algoritmo em uma entrada de tamanho e  indica a quantidade de tempo gasto no nível superior da recorrência, então o tempo pode ser expresso por uma relação de recorrência que assume a forma:
{\displaystyle T(n)=aT({\frac {n}{b}})+f(n)}{\displaystyle }{\displaystyle }{\displaystyle }{\displaystyle }{\displaystyle }{\displaystyle }Aqui {\displaystyle n} é o tamanho da entrada de um problema, {\displaystyle a} é o número de subproblemas na recursão, e {\displaystyle b} é o fator pelo qual o tamanho do subproblema é reduzido em cada chamada recursiva (por exemplo, se o valor for 2, então o subproblema terá metade do tamanho). O teorema abaixo também assume um caso base para a recorrência, {\displaystyle T(n)=\Theta (1)} quando {\displaystyle n} é menor que algum limite {\displaystyle \kappa >0}.
Recorrências desta forma frequentemente satisfazem um dos três casos a seguir, baseado em como o trabalho para dividir/recombinar o problema {\displaystyle f(n)} relaciona-se com a expoente crítico. (A tabela abaixo utiliza o padrão de big O notation.){\displaystyle }{\displaystyle }
{\displaystyle c_{\operatorname {crit} }=\log _{b}a=\log(\#{\text{subproblemas}})/\log({\text{tamanho relativo do subproblema}})}
| Caso | Descrição | Condição sobre {\displaystyle f(n)} em relação a {\displaystyle c_{\operatorname {crit} }}, i.e. {\displaystyle \log _{b}a}                                                                                                | Limite do Teorema Mestre | Exemplos notacionais |
| ---- | --- | --- | --- | --- |
| 1    | O trabalho para dividir/recombinar um problema é reduzido pelos subproblemas. i.e. a árvore de recursão é leaf-heavy | Quando {\displaystyle f(n)=O(n^{c})} onde {\displaystyle c<c_{\operatorname {crit} }} (limitado superiormente por um polinômio de expoente menor)                                                                          | ... então {\displaystyle T(n)=\Theta \left(n^{c_{\operatorname {crit} }}\right)} (O termo de divisão não aparece; a estrutura da árvore recursiva domina.) | Se {\displaystyle b=a^{2}} and {\displaystyle f(n)=O(n^{1/2-\epsilon })}, então {\displaystyle T(n)=\Theta (n^{1/2})}. |
| 2    | O trabalho para dividir/recombinar um problema é comparável aos subproblemas.                                        | Quando {\displaystyle f(n)=\Theta (n^{c_{\operatorname {crit} }}\log ^{k}n)} para qualquer {\displaystyle k\geq 0} (faixa limitada pelo polinômio de expoente crítico, vezes zero ou mais opcional {\displaystyle \log }s) | ... então {\displaystyle T(n)=\Theta \left(n^{c_{\operatorname {crit} }}\log ^{k+1}n\right)} (O limite é o termo de divisão, em que o log é aumentado por uma única potência.) | Se {\displaystyle b=a^{2}} e {\displaystyle f(n)=\Theta (n^{1/2})}, então {\displaystyle T(n)=\Theta (n^{1/2}\log n)}. Se {\displaystyle b=a^{2}} e {\displaystyle f(n)=\Theta (n^{1/2}\log n)}, então {\displaystyle T(n)=\Theta (n^{1/2}\log ^{2}n)}. |
| 3    | O trabalho para dividir/recombinar um problema domina os subproblemas. i.e. a árvore de recursão é root-heavy.       | Quando {\displaystyle f(n)=\Omega (n^{c})}onde {\displaystyle c>c_{\operatorname {crit} }} (limitado inferiormente por um polinômio de maior expoente)                                                                     | ... isso não produz necessariamente nada. Se é sabido ainda que {\displaystyle af\left({\frac {n}{b}}\right)\leq kf(n)} para alguma constante {\displaystyle k<1} e suficientemente grande {\displaystyle n} (frequentemente chamado de condição de regularidade) então o total é dominado pelo termo de divisão {\displaystyle f(n)}: {\displaystyle T\left(n\right)=\Theta \left(f(n)\right)} | Se {\displaystyle b=a^{2}} e {\displaystyle f(n)=\Omega (n^{1/2+\epsilon })} e a condição de regularidade é satisfeita, então {\displaystyle T(n)=\Theta (f(n))}.                                                                                       |

Uma extensão útil do caso 2 abrange todos os valores de {\displaystyle k}
| Caso | {\displaystyle f(n)} {\displaystyle c_{\operatorname {crit} }}, i.e. {\displaystyle \log _{b}a}                 | Limite do teorema mestre | Exemplos notacionais |
| ---- | --- | --- | --- |
| 2a   | Quando {\displaystyle f(n)=\Theta (n^{c_{\operatorname {crit} }}\log ^{k}n)} para qualquer {\displaystyle k>-1} | ... então{\displaystyle T(n)=\Theta \left(n^{c_{\operatorname {crit} }}\log ^{k+1}n\right)} (O limite é o termo de divisão, em que o log é aumentado por uma única potência.)        | {\displaystyle b=a^{2}} e{\displaystyle f(n)=\Theta (n^{1/2}/\log ^{1/2}n)}, então{\displaystyle T(n)=\Theta (n^{1/2}\log ^{1/2}n)}. |
| 2b   | Quando {\displaystyle f(n)=\Theta (n^{c_{\operatorname {crit} }}\log ^{k}n)} fpara {\displaystyle k=-1}         | ... then {\displaystyle T(n)=\Theta \left(n^{c_{\operatorname {crit} }}\log \log n\right)} (O limite é o termo de divisão, em que o log recíproco é substituído por um log iterado.) | Se {\displaystyle b=a^{2}} {\displaystyle f(n)=\Theta (n^{1/2}/\log n)}, então {\displaystyle T(n)=\Theta (n^{1/2}\log \log n)}.     |
| 2c   | Quando{\displaystyle f(n)=\Theta (n^{c_{\operatorname {crit} }}\log ^{k}n)} para qualquer {\displaystyle k<-1}  | ... then {\displaystyle T(n)=\Theta \left(n^{c_{\operatorname {crit} }}\right)} (O limite é o termo de divisão, onde o log desaparece.)                                              | Se {\displaystyle b=a^{2}} e{\displaystyle f(n)=\Theta (n^{1/2}/\log ^{2}n)}, então {\displaystyle T(n)=\Theta (n^{1/2})}.           |

### Exemplos

#### Exemplo do caso 1
{\displaystyle T(n)=8T\left({\frac {n}{2}}\right)+1000n^{2}}
Como se pode ver a partir da fórmula acima:
{\displaystyle a=8,\,b=2,\,f(n)=1000n^{2}}, então
{\displaystyle f(n)=O\left(n^{c}\right)}, onde {\displaystyle c=2}
Em seguida, vamos ver se conseguimos satisfazer a condição do caso 1:
{\displaystyle \log _{b}a=\log _{2}8=3>c}.
Do primeiro caso do teorema mestre, segue que
{\displaystyle T(n)=\Theta \left(n^{\log _{b}a}\right)=\Theta \left(n^{3}\right)}
(de fato, a solução exata da relação de recorrência é {\displaystyle T(n)=1001n^{3}-1000n^{2}}, assumindo {\displaystyle T(1)=1}).

#### Exemplo do caso 2
{\displaystyle T(n)=2T\left({\frac {n}{2}}\right)+10n}
Como podemos ver na fórmula acima as variáveis possuem os seguintes valores:
{\displaystyle a=2,\,b=2,\,c=1,\,f(n)=10n}
{\displaystyle f(n)=\Theta \left(n^{c}\log ^{k}n\right)} onde {\displaystyle c=1,k=0}
Em seguida, vamos ver se conseguimos satisfazer a condição do caso 2:
{\displaystyle \log _{b}a=\log _{2}2=1} e, portanto, {\displaystyle c=\log _{b}a}
Do segundo caso do teorema mestre, segue que
{\displaystyle T(n)=\Theta \left(n^{\log _{b}a}\log ^{k+1}n\right)=\Theta \left(n^{1}\log ^{1}n\right)=\Theta \left(n\log n\right)}
Assim, a relação de recorrência {\displaystyle T(n)} está em {\displaystyle \Theta (n\log n)}.
(Este resultado é confirmado pela solução exata da relação de recorrência, que é {\displaystyle T(n)=n+10n\log _{2}n}, assumindo {\displaystyle T(1)=1}.)

#### Exemplo do caso 3
{\displaystyle T(n)=2T\left({\frac {n}{2}}\right)+n^{2}}
Como podemos ver na fórmula acima as variáveis possuem os seguintes valores:
{\displaystyle a=2,\,b=2,\,f(n)=n^{2}}
{\displaystyle f(n)=\Omega \left(n^{c}\right)}, onde {\displaystyle c=2}
Em seguida, vamos ver se a condição do caso 3 é satisfeita:
{\displaystyle \log _{b}a=\log _{2}2=1}, e portanto, sim, {\displaystyle c>\log _{b}a}
A condição de regularidade  também é satisfeita:
{\displaystyle 2\left({\frac {n^{2}}{4}}\right)\leq kn^{2}}, escolhendo {\displaystyle k=1/2}
Então, pelo terceiro caso do teorema mestre:
{\displaystyle T\left(n\right)=\Theta \left(f(n)\right)=\Theta \left(n^{2}\right).}
Assim, a relação de recorrência {\displaystyle T(n)} está em {\displaystyle \Theta (n^{2})}, que está em conformidade com o {\displaystyle f(n)} da fórmula original.
(Esse resultado é confirmado pela solução exata da relação de recorrência, que é {\displaystyle T(n)=2n^{2}-n}, assumindo {\displaystyle T(1)=1}.)

## Equações inadmissíveis
As equações a seguir não podem ser resolvidas utilizando o teorema mestre:
- {\displaystyle T(n)=2^{n}T\left({\frac {n}{2}}\right)+n^{n}}
{\displaystyle a} não é uma constante; o número de subproblemas deveria ser fixo
- {\displaystyle T(n)=2T\left({\frac {n}{2}}\right)+{\frac {n}{\log n}}}
diferença não polinomial entre f(n) e {\displaystyle n^{\log _{b}a}} (veja abaixo; a versão estendida se aplica)
- {\displaystyle T(n)=0.5T\left({\frac {n}{2}}\right)+n}
{\displaystyle a<1} não pode haver menos que um subproblema
- {\displaystyle T(n)=64T\left({\frac {n}{8}}\right)-n^{2}\log n}
f(n), que é o tempo de combinação (dos subproblema), não é positivo
- {\displaystyle T(n)=T\left({\frac {n}{2}}\right)+n(2-\cos n)}
caso 3, mas viola a condição de regularidade.

No segundo exemplo inadmissível acima, a diferença entre {\displaystyle f(n)} e {\displaystyle n^{\log _{b}a}} pode ser expressa com a relação {\displaystyle {\frac {f(n)}{n^{\log _{b}a}}}={\frac {n/\log n}{n^{\log _{2}2}}}={\frac {n}{n\log n}}={\frac {1}{\log n}}}. É claro que {\displaystyle {\frac {1}{\log n}}<n^{\epsilon }} para qualquer constante {\displaystyle \epsilon >0}. Portanto, a diferença não é polinomial e a forma básica do Teorema Mestre não se aplica. A forma estendida (caso 2b) aplica-se, dando a solução {\displaystyle T(n)=\Theta (n\log \log n)}.

## Aplicação em algoritmos comuns
| Algortimo                         | Relação de recorrência                                       | Tempo de execução          | Comentário |
| --------------------------------- | ------------------------------------------------------------ | -------------------------- | --- |
| Pesquisa binária                  | {\displaystyle T(n)=T\left({\frac {n}{2}}\right)+O(1)}       | {\displaystyle O(\log n)}  | Aplicado o caso do teorema mestre {\displaystyle c=\log _{b}a}, onde {\displaystyle a=1,b=2,c=0,k=0}                             |
| Percurso em árvore binária        | {\displaystyle T(n)=2T\left({\frac {n}{2}}\right)+O(1)}      | {\displaystyle O(n)}       | Aplicado o caso do teorema mestre {\displaystyle c<\log _{b}a} onde{\displaystyle a=2,b=2,c=0}                                   |
| Pesquisa ótima de matriz ordenada | {\displaystyle T(n)=2T\left({\frac {n}{2}}\right)+O(\log n)} | {\displaystyle O(n)}       | Aplica o caso do método de Akra-Bazzi para {\displaystyle p=1} e {\displaystyle g(u)=\log(u)} {\displaystyle \Theta (2n-\log n)} |
| Merge sort                        | {\displaystyle T(n)=2T\left({\frac {n}{2}}\right)+O(n)}      | {\displaystyle O(n\log n)} | Aplica o caso do teorema mestre {\displaystyle c=\log _{b}a}, onde {\displaystyle a=2,b=2,c=1,k=0}                               |